# Mehmed Kemal
Mehmed Kemal Bey (1er mars 1884 - 10 avril 1919) est un administrateur et enseignant ottoman du parti Jeune-Turc impliqué dans le génocide arménien. Il est successivement sous-préfet de Boğazlıyan, gouverneur de Yozgat et inspecteur des déportations à Konya.
Il est connu pour avoir organisé la déportation de 40,000 Arméniens depuis Boğazlıyan, pour l'installation de « sites-abattoir » dans le sandjak de Yozgat ayant causé la mort de milliers d'Arméniens pendant le génocide, et pour avoir supervisé les déportations à Konya,.
Après avoir reçu une fatwa du calife ottoman, il est le premier condamné à mort des procès d'Istanbul, qui jugent les administrateurs responsables du génocide arménien.

## Jeunesse et éducation
Kemal est né le 1er mars 1884 à Beyrouth dans une famille originaire de Larissa (Thessalie). Il fait ses études à Antalya et à Izmir où il étudie à l'Université moderne d'Ankara.

## Carrière
En 1909, il termine ses études et devient kaymakam (sous-préfet de canton). En 1915, il devient gouverneur de la province de Boğazlıyan. Après cela, il devient gouverneur de Yozgat (vali) puis inspecteur des déportations à Konya.
Pendant le génocide arménien, Mehmed Kemal organise le site-abattoir de Boğazlıyan en personne ; il se rend sur place pour diriger l'extermination. Plus tard, muté à Konya, il accomplit les ordres de déportation avec zèle, faisant même exterminer des villages entiers sans les déporter.
Il s'oppose à l'occupation d'Istanbul et refuse d'obéir aux ordres de Mehmed VI, dernier sultan ottoman et l'un des derniers califes de l'islam sunnite. 

## Procès

### Premier procès d'Istanbul
Mehmed Kemal est le premier condamné à mort des procès d'Istanbul,. Hasan Mazhar avait souhaité commencer par lui, car il avait commis ses actes dans une région qu'il connaissait bien, et où il avait pu amasser une quantité de sources sur les mécanismes génocidaires en œuvre. D'autres administrateurs et officiers Jeunes-Turcs profitent de son procès pour témoigner contre lui et ses actions.
Les procès inculpent Mehmed Kemal ainsi que certains de ses complices dans les déportations de Yozgat, Mehmed Tevfik et Abdül Fayaz,. Les accusations comprennent :

« Le meurtre de masse des déportés arméniens de Yozgat à Keller et ailleurs, le pillage et le vol des biens des victimes, ainsi que l'enlèvement et le viol de nombreux membres des convois. »

Sa défense au procès est compliquée ; il est accusé par une trentaine de témoins, dont des responsables turcs locaux ou des arméniens, d'avoir exterminé la population arménienne dans sa région. Il soutient qu'il est innocent et qu'il n'a fait que suivre les ordres qui lui ont été donnés mais contredit son témoignage écrit où il avait déclaré que le gouvernement Jeune-Turc avait demandé la destruction des preuves les plus compromettantes.
Lors d'une autre séance, Mehmed Kemal est forcé d'admettre que certains ordres d'extermination sont signés de sa main, alors qu'il pensait que ceux-ci avaient été détruits. La situation empire encore pour lui après la découverte d'un de ses télégrammes envoyés à un lieutenant de l'Organisation spéciale, Hulusi, où il préconise « la déportation, c'est-à-dire l'annihilation » de la population arménienne. L'un des témoins turcs, fonctionnaire local, l'accuse le 22 février d'avoir massacré en quelques jours plus de 1500 arméniens.
Le député turc de Yozgat, Shakir Bey intervient lors de son procès, il témoigne du fait que Mehmed Kemal s'impliqua personnellement dans les massacres, et qu'il a agi « avec des manières propres aux bouchers ». Il renseigne les volontés du gouvernement ottoman en rappelant que Mehmed Kemal se vantait d'avoir été promu gouverneur de Yozgat en récompense de ses massacres d'arméniens. Il rapporte les propos suivants de Mehmed Kemal, qu'il aurait tenus devant lui : 

« J'ai massacré les Arméniens à Boğazlıyan, je suis devenu gouverneur de canton par intérim ; Je les tue ici aussi. je serai fait le gouverneur d'un district provincial, ou peut-être même d'une province. »

Après le député Shakir, Djemal Bey, précédent gouverneur de Yozgat annonce qu'il n'y avait jamais eu d'activité rebelle intense de la part des Arméniens dans cette région, dernier argument utilisé par la défense pour sauver Mehmed Kemal.
Le procès reçoit le témoignage du Major Mehmet Salim, gouverneur militaire de Yozgat, qui déclare que sous les déportations « se cache une politique d'extermination ».
Enfin, la sentence est arrêtée à partir de la découverte d'un télégramme de Talaat Pacha, envoyé le 9 août 1915, qui déclare que Mehmed Kemal a participé aux massacres et qu'il avait déjà exterminé à cette date plus de 3160 arméniens

### Verdict
La cour constate qu'il ne reste que 80 arméniens à Yozgat pour une population initiale de plus de 8000 personnes,.
Le 8 avril 1919, Mehmed Kemal est jugé coupable à l'unanimité d'avoir été l'un des grands bourreaux du génocide,,,; il est condamné à mort en accord avec les articles 45 et 170 du Code pénal ottoman et de l'article 171 du Code pénal militaire ottoman. La préméditation est retenue comme un élément aggravant,,.
La cour conclut que, :

« Il ne peut y avoir aucun doute ou hésitation (şüphe ve tereddiit birak-madigindan) quant au fait que les déportations sont un voile pour des massacres. »

Ses deux complices ont des destins différents ; Mehmed Tevfik est condamné à 15 ans de travaux forcés dans un camp, tandis qu'Abdul Fayaz s'échappe, rejoint les kémalistes et devient ensuite député turc.

## Exécution et suites
Avant que la peine de mort ne soit exécutée, le sultan et calife Mehmed VI fait remettre à Mehmed Kemal une fatwa du cheikh-al-islam, Mustafa Sabri, le 9 avril 1919.
Le lendemain, le 10 avril 1919, Mehmed Kemal est pendu publiquement sur la place Bayazid à Istanbul, devant un parterre de Jeunes-Turcs qui réclament sa libération. Ses dernières paroles sont : « Vivent les musulmans et la Turquie. Mort aux Arméniens, ennemis perpétuels de l’empire. »
Le 10 octobre 1922, Kemal est déclaré « martyr national » (turc ottoman şehid-i millî, turc Millî Şehit) par la Grande Assemblée nationale sous contrôle kémaliste,. En 1926, l'État turc offre à sa famille deux propriétés confisquées lors des spoliations des biens des Arméniens. En 1973, sa tombe est rénovée et Kemal reçoit le titre de "Martyr de la Nation ". Sa tombe est depuis déclarée mémorial national.